# Chorthippus vagans
Chorthippus vagans är en insektsart som först beskrevs av Eduard Friedrich Eversmann 1848.  Chorthippus vagans ingår i släktet Chorthippus och familjen gräshoppor.

## Underarter
Arten delas in i följande underarter:
- C. v. cypriotus
- C. v. vagans
- C. v. africanus
- C. v. dissimilis

## Bildgalleri

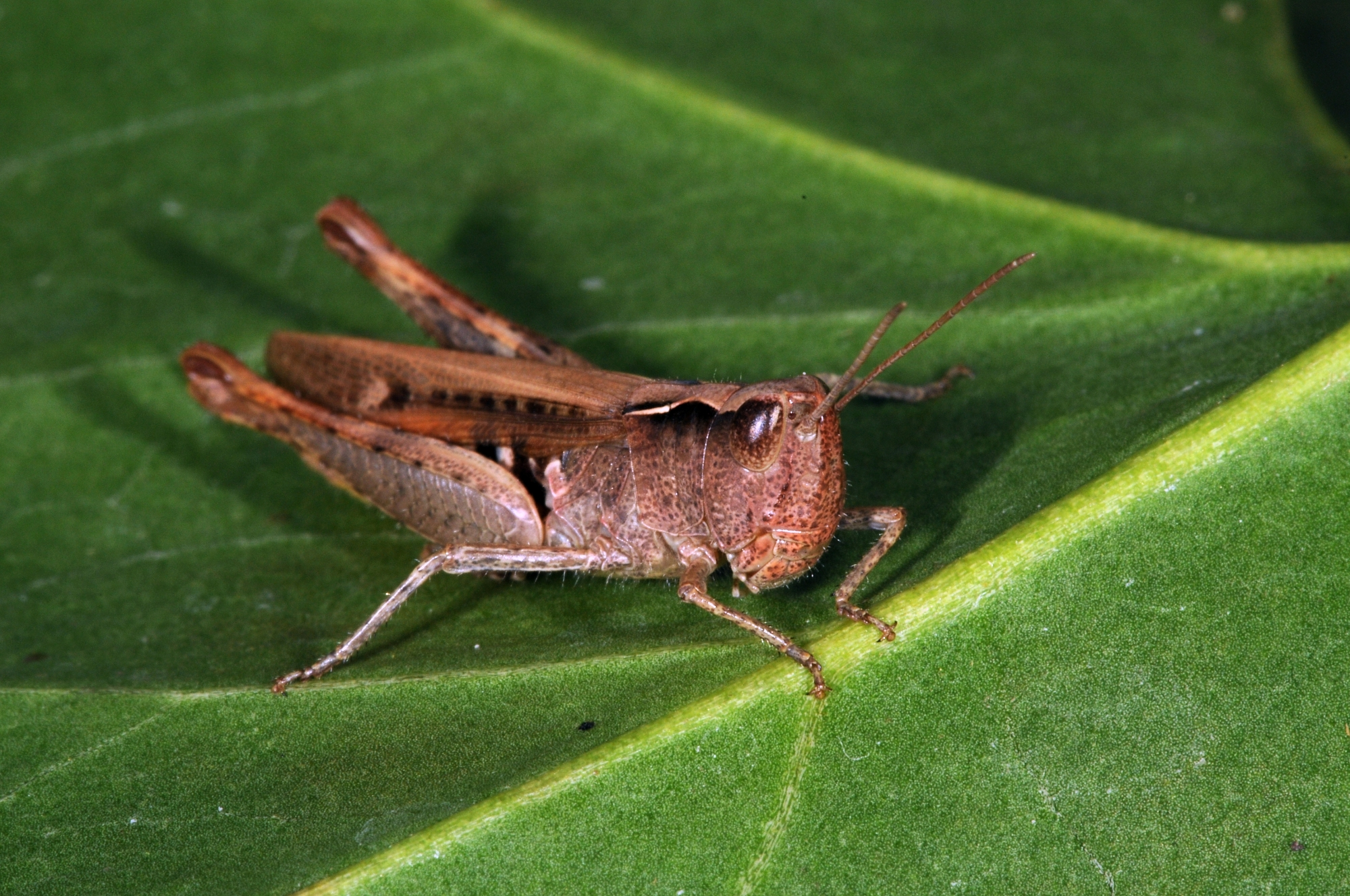
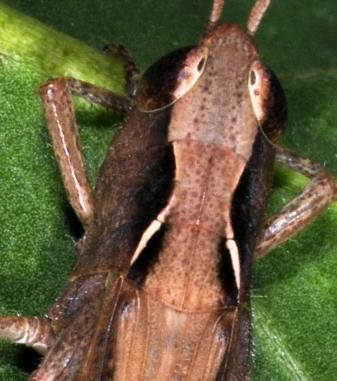
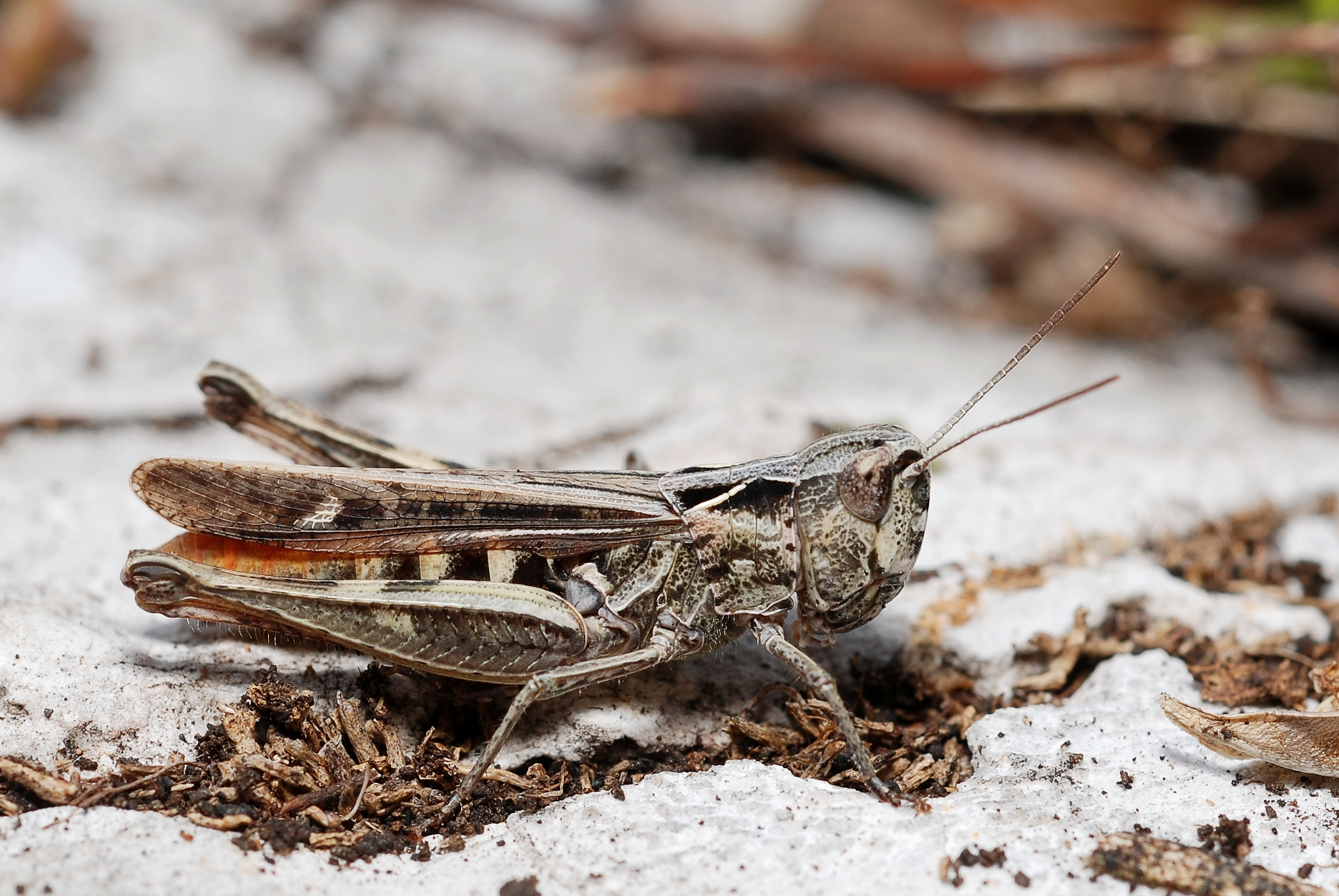
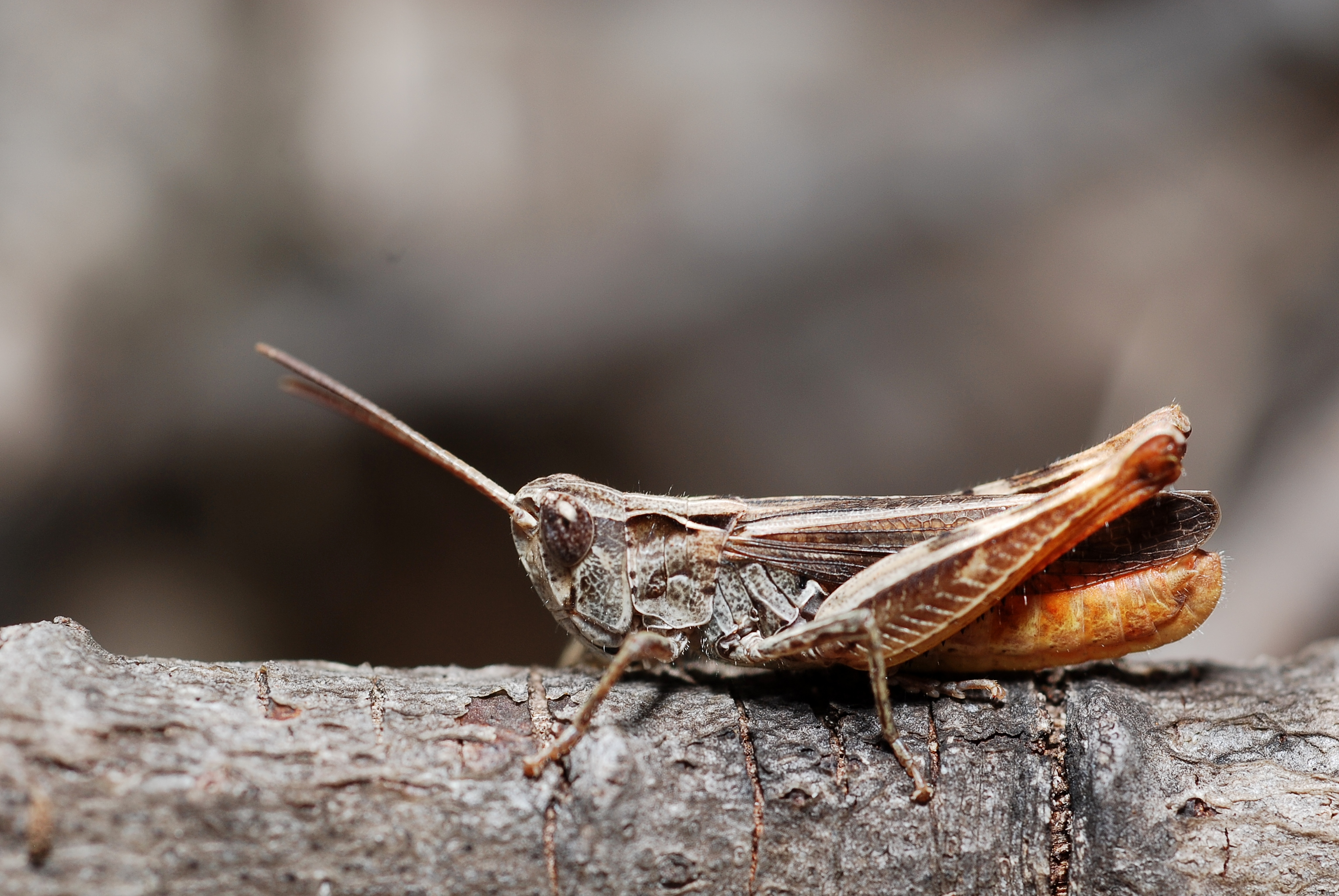
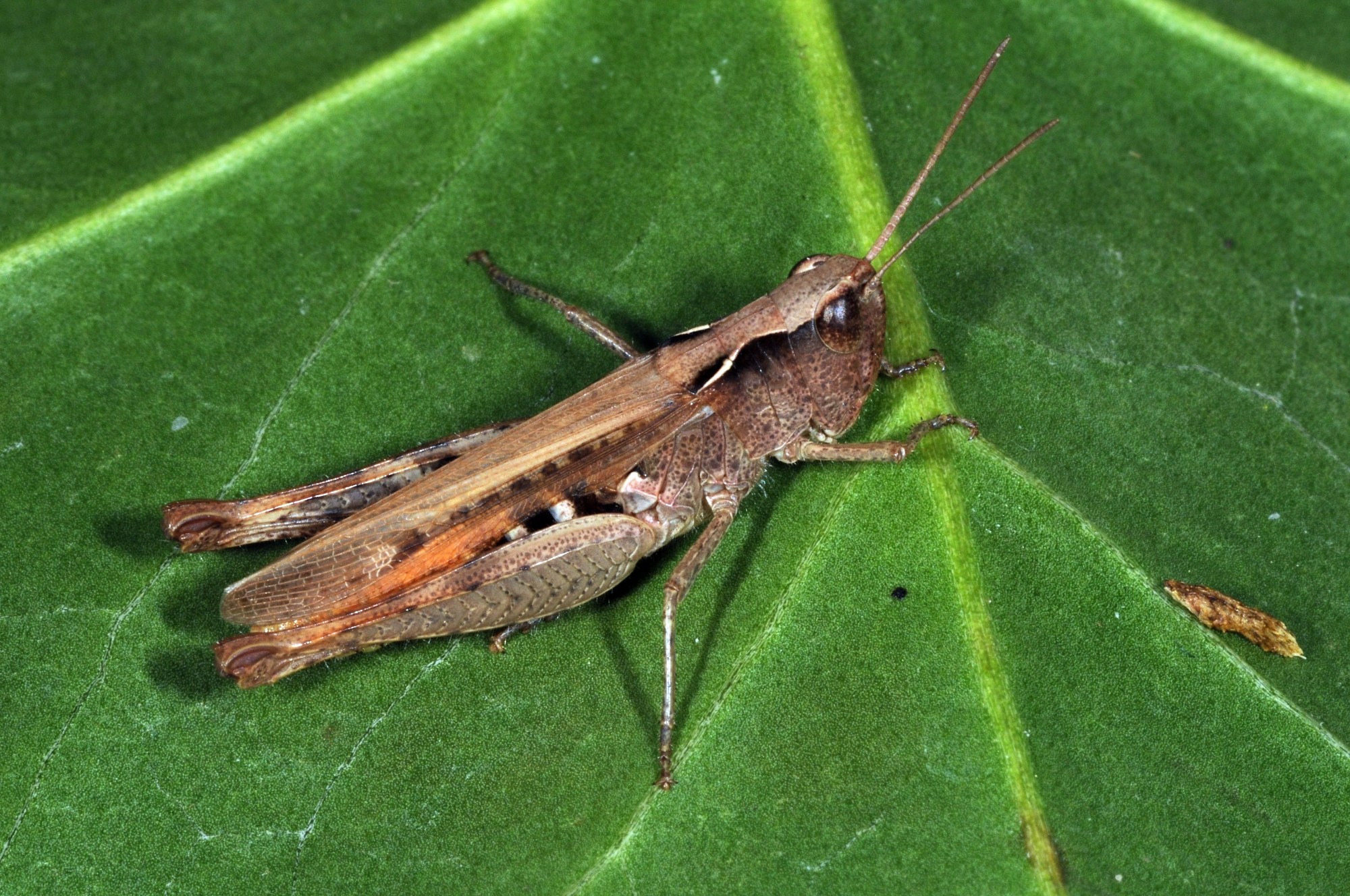
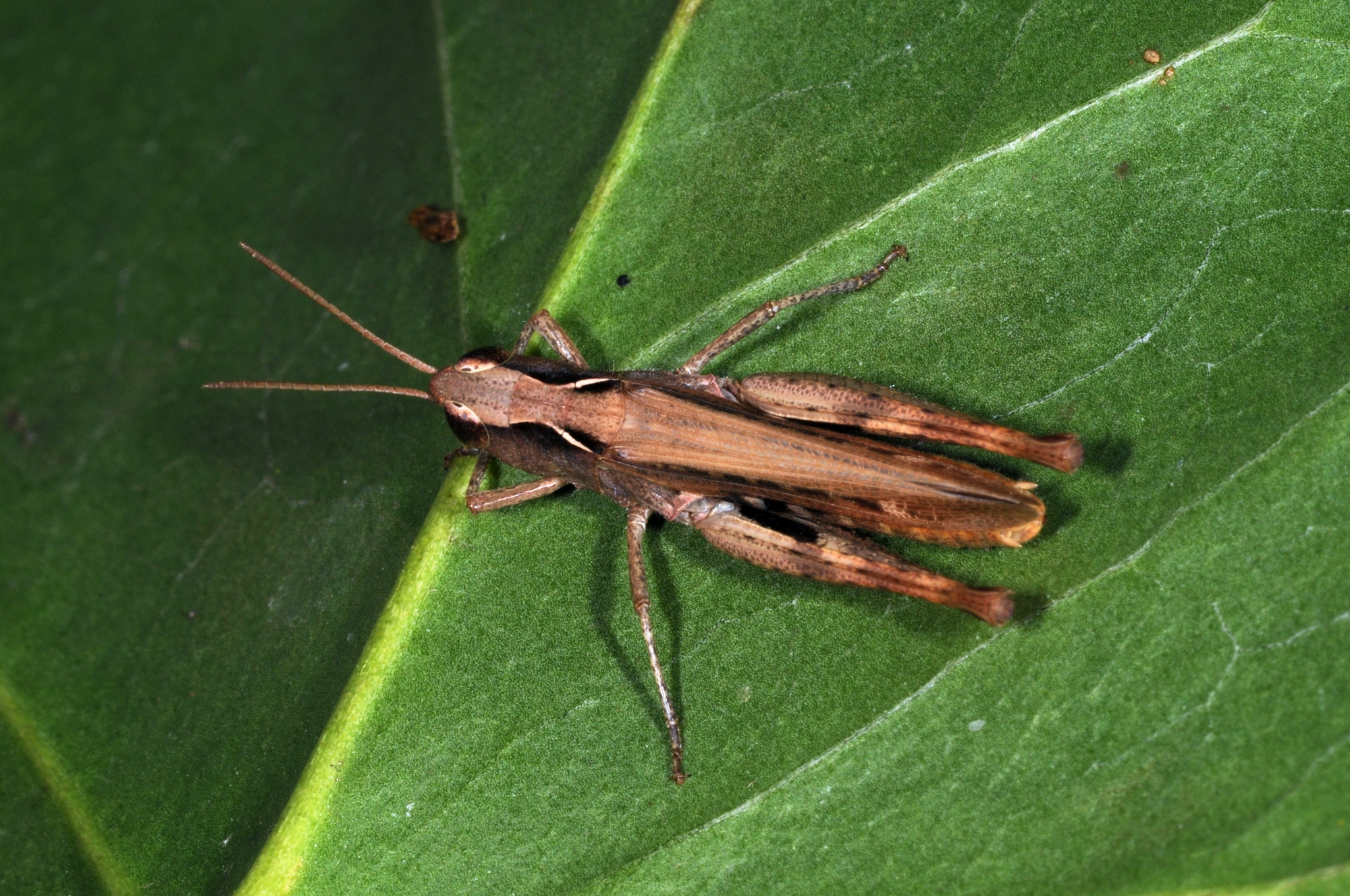